# Sverigekanalen
Sverigekanalen var det andra namn som TV2 fick när Sveriges Television fick ny organisation, med start 31 augusti 1987. Den nya organisationen innebar att merparten av kanalens program skulle producerades av Sveriges Televisions tio distrikt, till skillnad från Kanal 1 vars program skulle producerades i Stockholm. Namnet användes på detta sätt fram till 7 januari 1996. Under 2000-talet användes termen av TV4.